# Dynastie Čou
Dynastie Čou (čínsky: znaky 周朝, pinyin: Zhōu Cháo) vládla Číně od 12. století do roku 771 př. n. l. Dovedla Čínu do zlatého věku, který se vyznačoval rozvojem měst, obchodu a ranou čínskou kulturou.
Čouové byli původně potulnými pastevci, kteří se usadili v úrodném údolí řeky Wej v západní Číně. Svrhli posledního vládce dynastie Šang. Svůj nárok na trůn si obhájili mandátem nebes, tvrdili, že předchozí dynastie vládla špatně, a tak bohové seslali jejich dynastii. Území Čou netvořilo jedno království, ale několik držav, jejichž vládci se zavazovali věrností panovníkovi, panovník měl také povinnost vybírat si manželku z jiného než svého klanu. V této době je také prolomen monopol krále na obcování s bohy, přenáší se na bohaté elity, tudíž se tato doba stává dobou zakládání svatyní, které jsou zasvěceny bohům nebo předkům. Společnost se dělila na bohatou šlechtu, obyčejné lidi a nevolníky, kromě toho existovala i třída kupců. Významnými památkami z této doby jsou bronzové nádoby ze svatyní, které sloužily jako jímky obětin, zachovaly se na nich nápisy označující jméno příslušného božstva a člověka, který se o svatyni staral. Za této dynastie se v Číně začalo zpracovávat železo, které se používalo na výrobu zbraní, předmětů pro domácnost a zemědělských nástrojů, např. pluh. Železo usnadnilo obdělávání půdy a poskytlo vojákům kvalitní zbraně.
Prvním panovníkem dynastie Čou se stal Fa (發, po smrti: Král Wu dynastie Čou, 周武王), vládl v letech 1046–1043 a 1045–1043 př. Kr.

## Úpadek říše
Období mezi lety 1045-771 př. n. l. označujeme jako období vlády Západní Čou. Po několika stoletích autorita panovníků upadla a v Číně nastalo nestabilní období Jara a Podzimu (jindy nazýváno období Letopisů). Oficiální moc byla v rukou panovníka, ale ten dostával příkazy od nejsilnějšího knížete. Poté následuje období válčících států, v němž hráli rozhodující úlohu vojenští velitelé. V tomto těžkém období se formovalo rané klasické čínské myšlení – byla to doba filozofů a mudrců Konfucia a Lao-c', zrodila se idea centralizovaného čínského imperiálního státu.

## Galerie

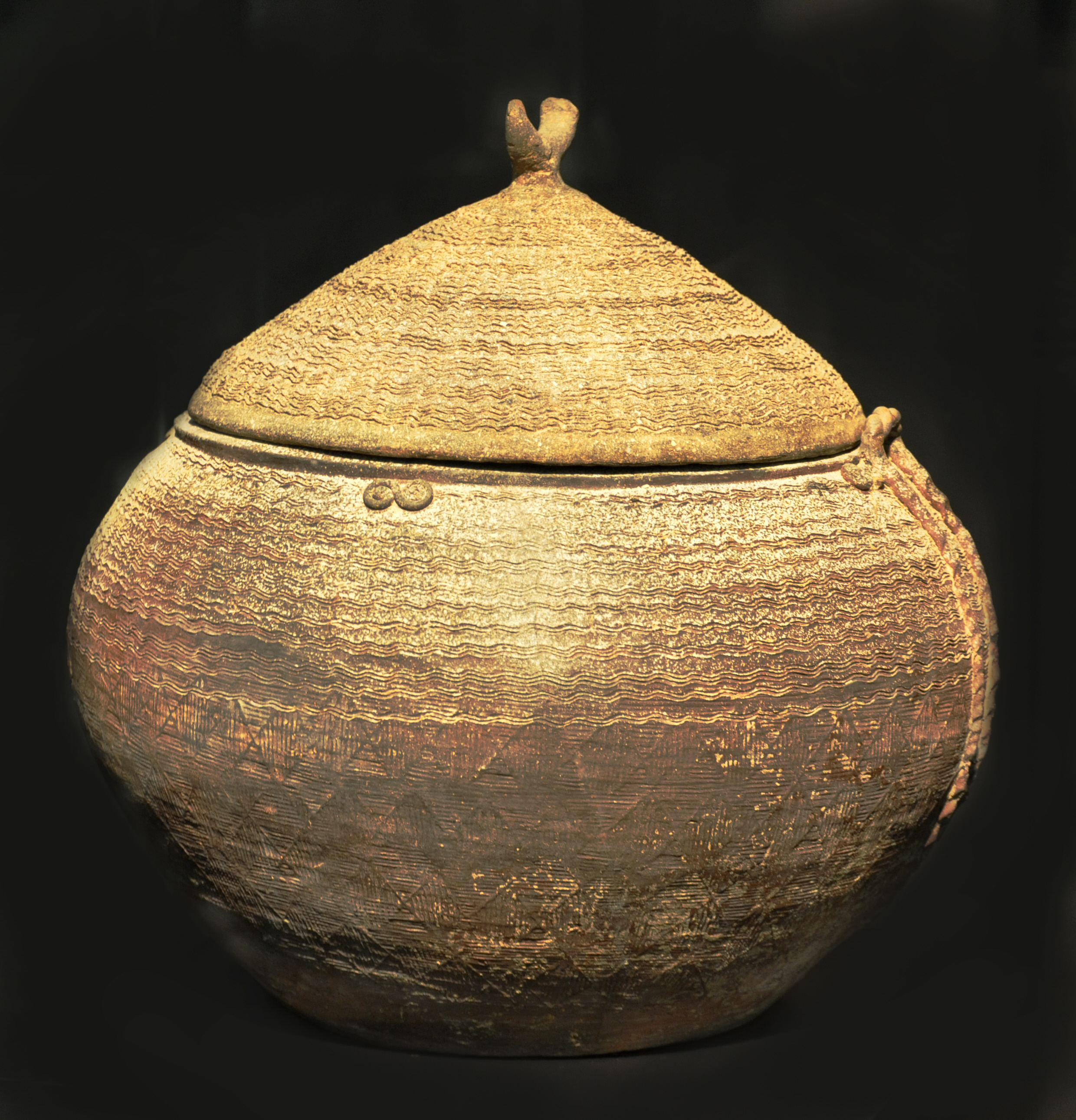
nádoba s víkem (hlína, 10. stol. př. n. l.)
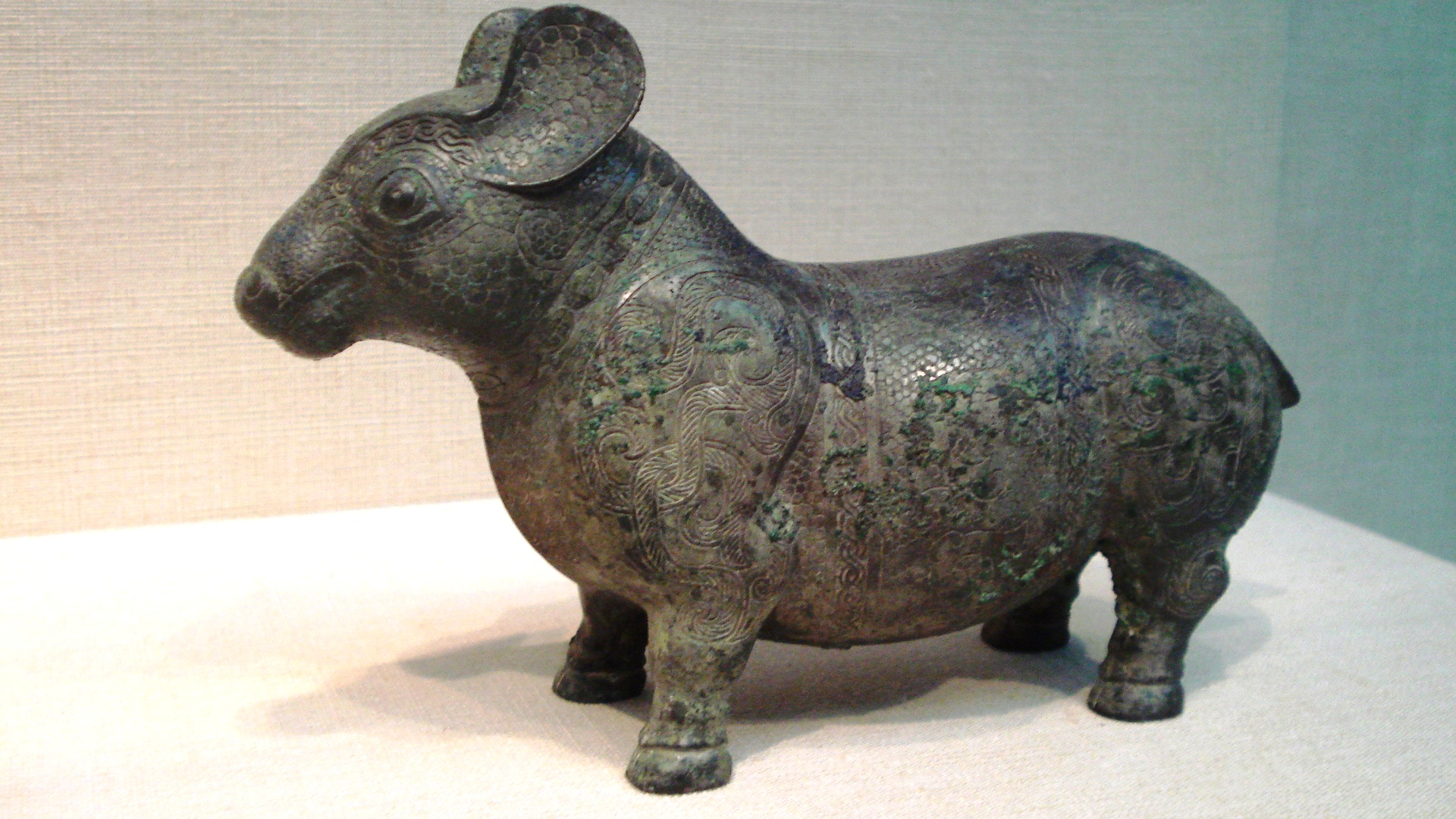
bronzové zvířátko, kolem 500 př. n. l.
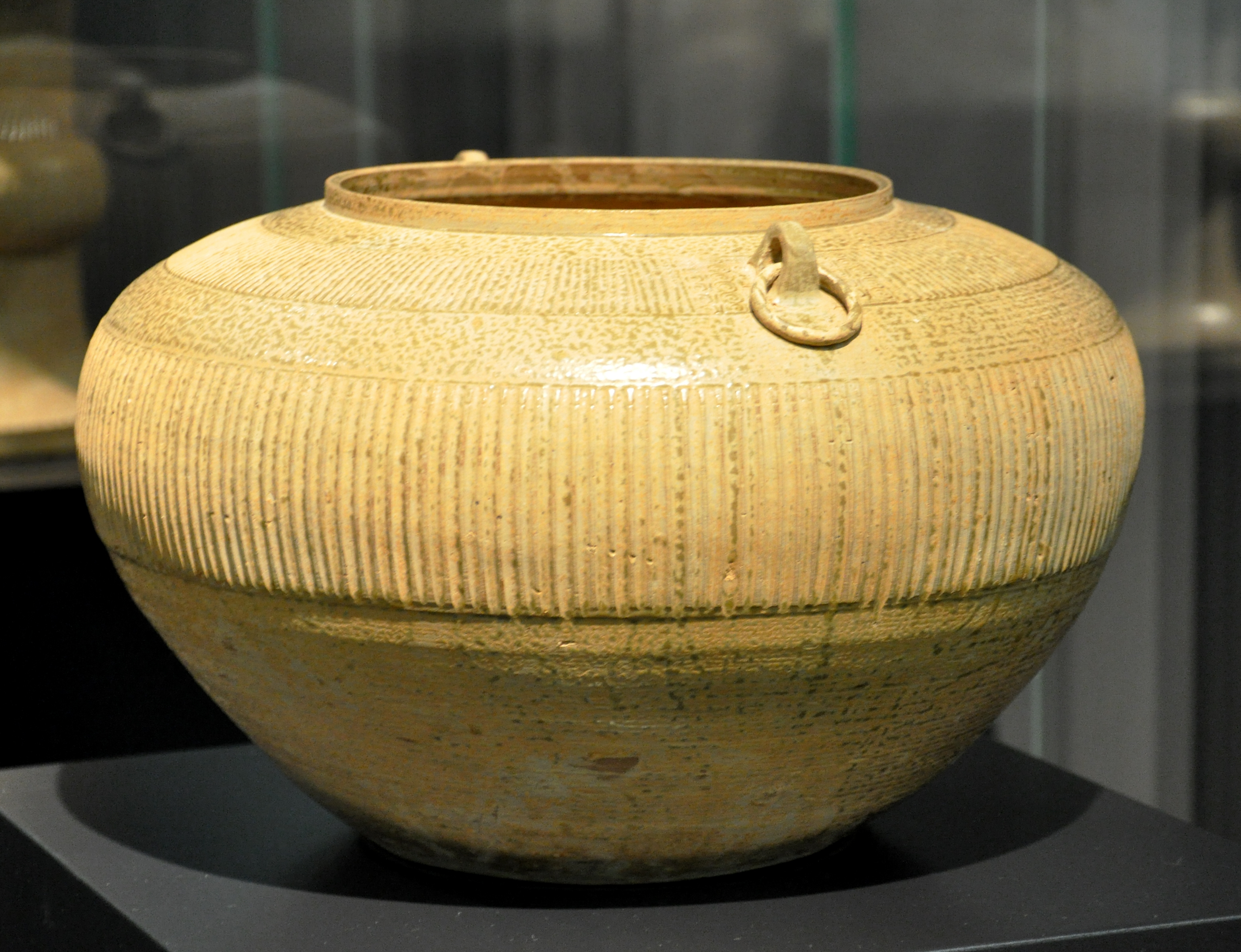
polévaná hliněná nádoba, kolem 300 př. n. l.
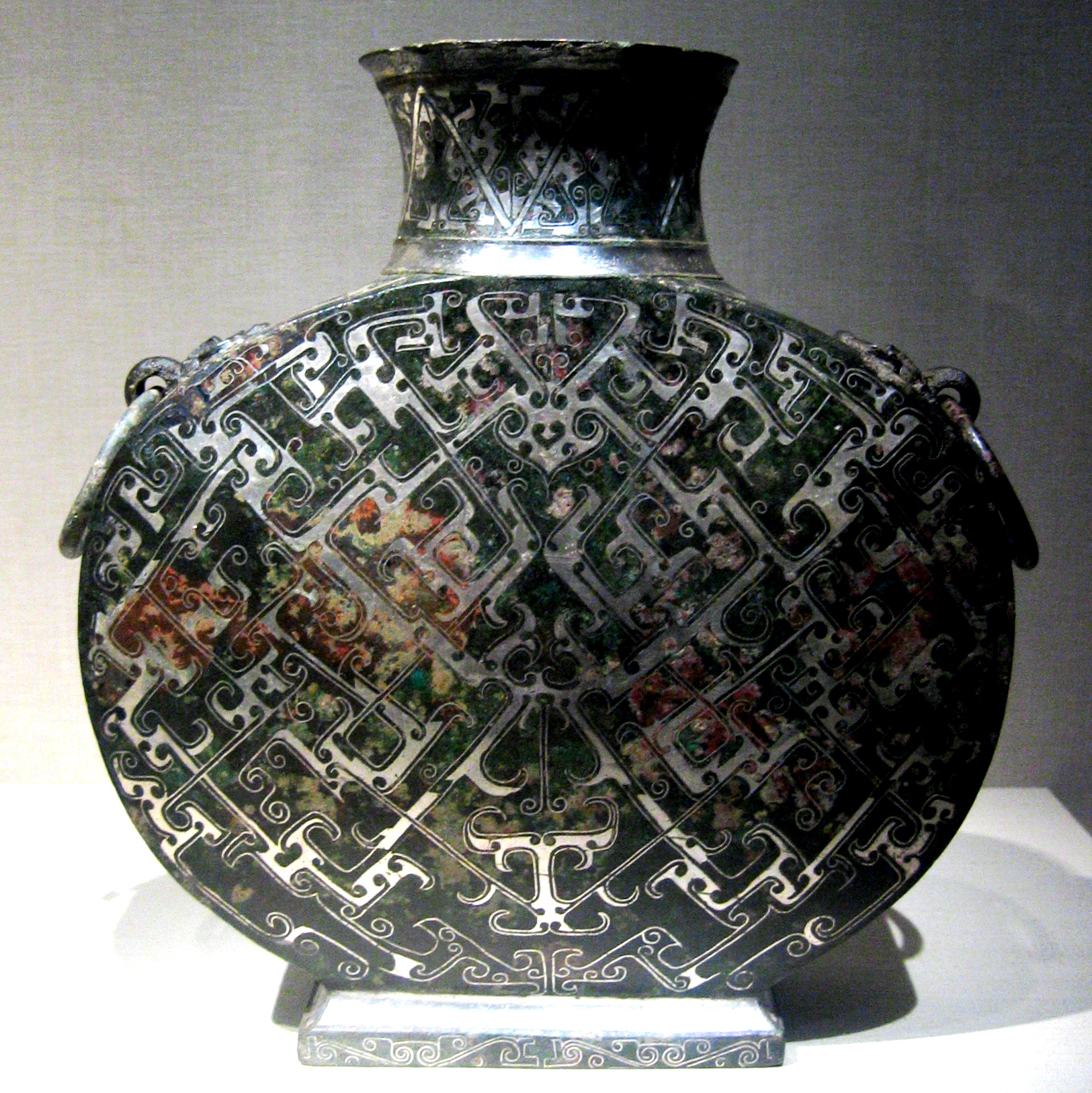
bronzová nádoba vykládaná stříbrem, 3. stol. př. n. l.